# Shabnam Ruhin
Shabnam Ruhin (* 1991 in Hamburg, Deutschland) ist eine deutsch-afghanische Fußballspielerin. Sie spielte für die afghanische Nationalmannschaft.

## Karriere

### Vereinskarriere
Ruhin spielt seit April 2007 als Abwehrspielerin für Einigkeit Wilhelmsburg und seit 2010 in der Verbandsliga-Mannschaft des ESV, mit der sie 2012 Meister der Bezirksliga Hamburg und 2013 Meister der Landesliga wurde. In Wilhelmsburg spielt sie mit ihrer Schwester Mariam Ruhin.

### Nationalmannschaft
Ruhin spielte seit 2011 in der afghanischen Nationalmannschaft und nahm im September 2012 in Sri Lanka und im Dezember 2016 an der Fußball-Südasienmeisterschaft der Frauen in Indien teil. Im Sommer 2018 trat sie aufgrund der im Sommer 2018 eingeführten Vorschrift, dass die Spielerinnen einen Hijab tragen mussten, aus der Nationalmannschaft zurück. Damals wurden auch sexuelle Missbräuche um den ehemaligen Verbandspräsidenten Keramuddin Keram bekannt.

## Persönliches
Shabnams Schwester Mariam spielte ebenfalls für die Afghanische Fußballnationalmannschaft der Frauen und bei Einigkeit Wilhelmsburg. Shabnam studiert seit 2014 an der Hochschule für Angewandte Wissenschaften in Hamburg.